# Göran Hägg
Göran Hägg (Estocolmo, 7 de julho de 1947 - Nacka, 30 de setembro de 2015) foi um escritor sueco, cuja obra inclui alguns romances satíricos e uma série de livros de debate literário, crítica literária, história da literatura e retórica.

## Algumas obras de Göran Hägg

### História da Literatura
- Författarskolan (1993)
- Den svenska litteraturhistorien (1996)
- Världens litteraturhistoria (2000)
- 1001 böcker du måste läsa innan du dör (2008)

### Retórica
- Praktisk retorik. Med klassiska och moderna exempel (1998)
- Retorik idag (2002)

### Ficção
- Doktor Elgcrantz eller Faust i Boteå (1983)
- Agneta hos kannibalerna (1986)
- Hjärtats diktatur (1990)
- Sommarön (2001)